# Чепели (община Струмица)
Чепели (на македонска литературна норма: Чепели) е село в община Струмица на Северна Македония.

## География
Селото е разположено високо в Плавуш, южно от Струмица.

## История
През XIX век Чепели е чисто турско село в Струмишка каза на Османската империя. В „Етнография на вилаетите Адрианопол, Монастир и Салоника“, издадена в Константинопол в 1878 година и отразяваща статистиката на населението от 1873 година, Четели (Tchétéli) е посочено като село с 80 домакинства, като жителите му са 175 мюсюлмани. Според статистиката на Васил Кънчов („Македония. Етнография и статистика“) от 1900 година селото е населявано от 460 жители, всички турци.
Според Димитър Гаджанов в 1916 година в Чепеллии живеят 1017 турци, а останалите жители на селото са българи. Боривое Милоевич пише в 1921 година („Южна Македония“), че Чепели има 50 къщи турци.
Селото е изселено през 70-те години на XX век.

## Личности
Починали в Чепели
- Никола Иванов Ханджиев, български военен деец, майор, загинал през Първата световна война[6]